# Nowy Holeszów
Nowy Holeszów – wieś w Polsce położona w województwie lubelskim, w powiecie włodawskim, w gminie Hanna. 
Nazwa Nowy Holeszów została wprowadzona Zarządzeniem nr 74 Prezesa Rady Ministrów z dnia 10 grudnia 1966 r. w sprawie zmiany i ustalenia nazw niektórych miejscowości i zastąpiła poprzednią nazwę kolonii Holeszów.
| SIMC    | Nazwa   | Rodzaj    |
| ------- | ------- | --------- |
| 0012380 | Chilcze | część wsi |
| 0012397 | Popówka | część wsi |

W latach 1975–1998 miejscowość administracyjnie należała do województwa bialskopodlaskiego.
Wieś jest sołectwem w gminie Hanna. Według Narodowego Spisu Powszechnego z roku 2011 wieś liczyła 98 mieszkańców.
Wierni Kościoła rzymskokatolickiego należą do parafii Świętych Apostołów Piotra i Pawła w Hannie.